# 쿨 비즈

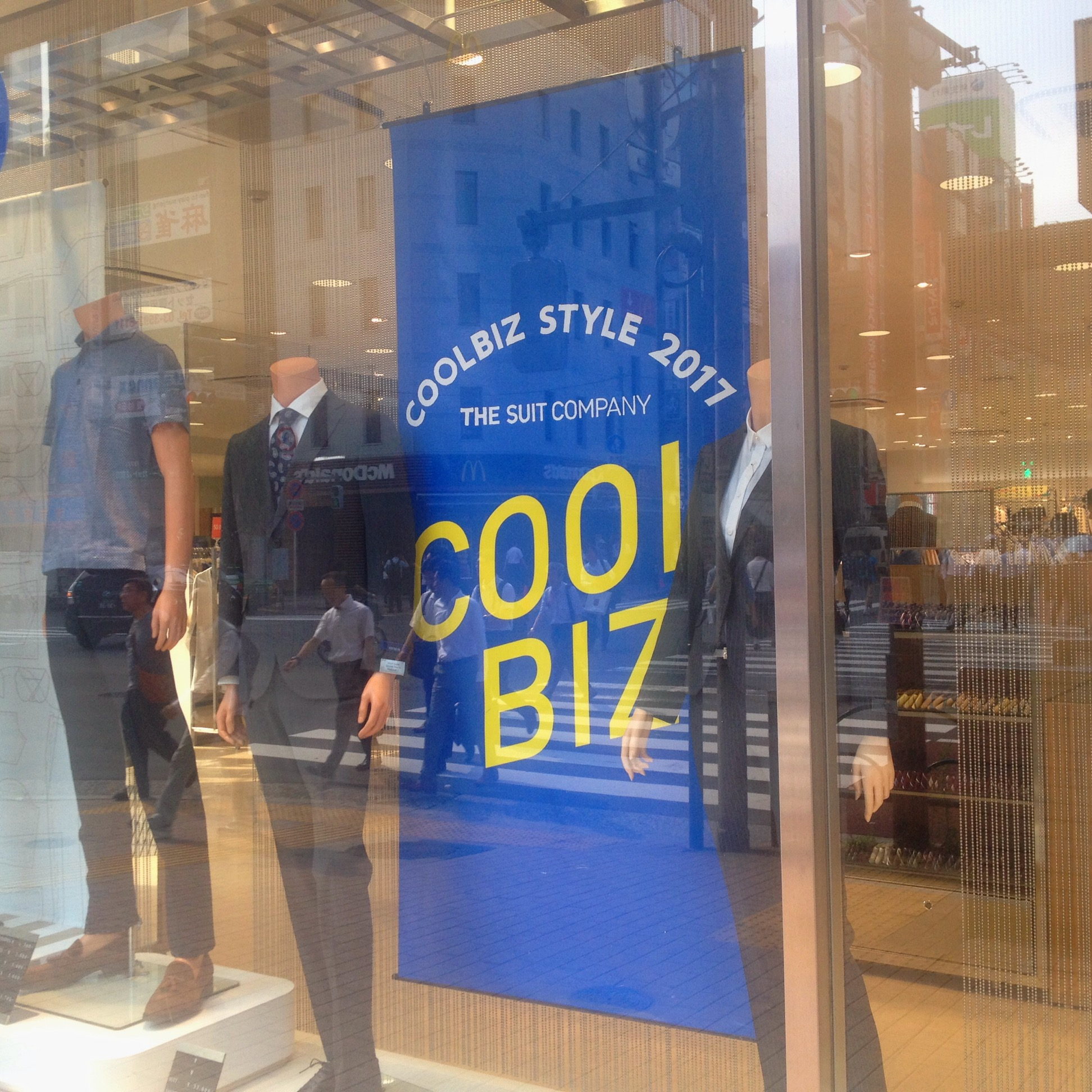
2017년 쿨 비즈 패션을 쇼윈도에 전시한 의류점

쿨 비즈(Cool Biz, 일본어: クール・ビズ) 또는 쿨 워크(Cool Work)는 일본 환경성이 2005년 중반부터 시작한 캠페인으로, 냉방 사용을 제한함으로써 일본의 전력 소비를 줄이는 것을 목적으로 했다. '쿨 비즈'는 '시원하다', '멋있다'라는 뜻의 쿨(Cool)과 비즈니스(business)의 약식표현인 비즈(Biz)를 합친 조어적 표현이다. 캠페인의 주요 계획은 표준 사무실 냉방 온도를 28°C(82°F)로 설정하고, 일본 정부 관료들이 더운 온도에서도 근무할 수 있도록 하계 복장 규정을 완화하는 것 등이다. 이 캠페인은 이후 민간 부문으로도 확산되었다.
이 아이디어는 고이즈미 준이치로 총리 내각에서 당시 고이케 유리코 환경상이 제안했다. 처음에는 6월부터 9월까지 실시되었으나, 2011년 도호쿠 대지진과 쓰나미 이후 전력 부족 사태가 발생하면서 기간이 연장되었다. 현재는 5월부터 10월까지 시행되고 있다.

## 계획
환경성에 따르면, 중앙 정부 부처들은 9월까지 냉방 온도를 28°C로 설정하기로 했다. 쿨 비즈 복장 규정은 직원들에게 칼라를 풀먹여 세우고, 통기성과 흡습성이 좋은 소재의 바지를 착용하도록 권장했다. 또한 직원들은 재킷이나 넥타이 없이 반소매 셔츠를 착용하도록 장려되었다. 하지만 많은 직원들은 새로운 규정을 따라야 하는지 혼란스러워했다. 상당수가 재킷은 손에 들고 넥타이는 주머니에 넣은 채로 출근했다. 캐주얼한 복장을 선호하는 직원들조차도 정장 차림의 민간 기업 직원들 사이에서 출퇴근할 때면 자의식을 느꼈다. 많은 공무원들은 민간 부문 관계자들과 만날 때 넥타이를 매지 않는 것이 무례하게 느껴진다고 말했다.
모든 정부 지도자들이 쿨 비즈에 동참했다. 고이즈미 총리는 넥타이나 재킷을 착용하지 않은 모습으로 자주 인터뷰에 응했고, 이는 캠페인의 인지도를 크게 높이는 데 기여했다.

## 캠페인 결과
2005년 10월 28일, 환경성은 쿨 비즈 캠페인의 결과를 발표했다. 환경성은 2005년 9월 30일, 한 리서치 회사가 모집한 인터넷 패널에서 무작위로 추출한 약 1,200명의 남녀를 대상으로 웹 기반 설문조사를 실시했다. 조사 결과에 따르면 응답자의 95.8%가 쿨 비즈를 인지하고 있었으며, 562명의 응답자 중 32.7%가 자신의 사무실이 전년도보다 냉방 온도를 높게 설정했다고 답했다. 이러한 수치를 바탕으로 환경성은 이 캠페인으로 CO2 배출량이 46만 톤 감소했다고 추산했는데, 이는 약 100만 가구가 한 달 동안 배출하는 CO2량과 맞먹는 수준이다.
토요타를 비롯한 일부 기업들은 사업 파트너들과 만날 때도 직원들에게 재킷과 넥타이를 착용하지 말 것을 요청하고 있다.
2006년의 결과는 더욱 좋았다. CO2 배출량이 약 114만 톤 감소한 것으로 추산되었는데, 이는 약 250만 가구가 한 달 동안 배출하는 CO2량과 동일한 수준이다. 환경성은 또한 여름철 사무실 온도를 28°C 이상으로 유지하도록 장려하고, 쿨 비즈 개념이 사회에 영구적으로 뿌리내리도록 계속 노력할 것이라고 밝혔다.
2009년 7월, 내각부는 새로운 설문조사 결과를 발표했는데, 응답자의 91.8%가 쿨 비즈 캠페인을 인지하고 있었으며, 그중 57%가 이 캠페인을 실천하고 있다고 답했다.

## 경제적 효과
한편 경제산업성은 쿨 비즈 캠페인이 의류 대체 수요를 증가시켜 2005년 여름 국내총생산(GDP)에 180억 엔의 긍정적인 거시경제 효과를 가져왔다고 분석했다. 다이이치생명경제연구소는 2005년 총 경제 효과가 1,000억 엔을 상회했다고 발표했다.

## 슈퍼 쿨 비즈
2011년 3월 도호쿠 대지진과 쓰나미 이후, 안전상의 이유로 많은 원자력 발전소가 가동을 중단하면서 에너지 부족 현상이 발생했다. 에너지 절약을 위해 정부는 에어컨 온도를 섭씨 28도로 설정하고, 사용하지 않는 컴퓨터의 전원을 끄며, 근무 시간을 오전으로 옮기고 평소보다 더 많은 하계 휴가를 사용할 것을 권장했다. 이에 정부는 "슈퍼 쿨 비즈" 캠페인을 시작하여 직장인들이 사무실에 적합하면서도 무더운 여름을 견딜 수 있을 만큼 시원한 복장을 착용하도록 장려했다. 폴로 셔츠와 운동화가 허용되었고, 특정 상황에서는 청바지와 샌들도 착용 가능했다. 6월 1일 환경성의 《슈퍼 쿨 비즈》 캠페인이 시작되었고, "전면 신문 광고와 함께 폴로셔츠와 다채로운 오키나와 가리유시 셔츠를 입고 다소 어색하게 웃으며 책상에 앉아 있는 환경성 직원들의 사진"이 게재되었다. 이 캠페인은 2012년에도 반복되었다.
일본 외 지역의 쿨 비즈 한국 환경부와 영국 노동조합회의(TUC)는 2006년 여름부터 자체적인 쿨 비즈 캠페인을 추진해 왔다. 이 개념은 2008년 유엔이 "쿨 UN" 이니셔티브를 시작하는 데에도 영감을 주었다.

## 일본 외 지역의 쿨 비즈
대한민국 환경부와 영국 노동조합회의는 2006년 여름부터 자체적인 쿨 비즈 캠페인을 추진해 왔다. 이 개념은 2008년 유엔이 "쿨 UN" 이니셔티브를 시작하는 데에도 영감을 주었다.

## 같이 보기
- 쿨 재팬
- 대한민국 환경부
- 지구온난화
- 절전